# Bulbophyllum ariel
Bulbophyllum ariel là một loài phong lan thuộc chi Bulbophyllum.